# Orgel van de Église Saint-Roch in Parijs
Het huidige orgel van de Église Saint-Roch in Parijs dateert van 1842 en is gebouwd is door de befaamde Aristide Cavaillé-Coll, waarbij een groot deel van het pijpwerk en de windladen overgenomen werd van het eerdere Clicquot-orgel, dat in 1756 voltooid werd.
Het orgel bevat:
- 4 klavieren en vrij pedaal
- 60 orgelregisters
- Mechanische aandrijving van de klavieren en registers
- 2832 orgelpijpen

## Dispositie
| I Positif C–g’’’     |       |
| Montre               | 8′    |
| Bourdon              | 8′    |
| Flûte harmonique     | 8′    |
| Gambe                | 8′    |
| Voix céleste         | 8′    |
| Prestant             | 4′    |
| Dulciana             | 4′    |
| Nazard               | 2/3′  |
| Doublette            | 2'    |
| Tierce               | 13/5′ |
| Grande fourniture II |       |
| Fourniture IV        |       |
| Cymbale III          |       |
| Cornet V             |       |
| Trompette            | 8′    |
| Clairon              | 4′    |
| Cromorne             | 8′    |
| Hautbois             | 8′    |

| II Grand-Orgue C–g’’’ |     |
| Corni dolci           | 16′ |
| Montre                | 16′ |
| Bourdon               | 16′ |
| Montre                | 8′  |
| Salicional            | 8′  |
| Bourdon               | 8′  |
| 1ère Flûte harmonique | 8′  |
| 2ème Flûte harmonique | 8′  |
| Prestant              | 4′  |
| Gambe                 | 4′  |
| Octavin doublette     | 2′  |

| III Bombarde C–g’’’ |       |
| Bombarde            | 16′   |
| 1ère Trompette      | 8′    |
| 2ème Trompette      | 8′    |
| Clairon             | 4′    |
| Clairon             | 2′/4′ |

| IV Récit expressif C–g’’’ |    |
| Flûte harmonique          | 8′ |
| Flûte octaviante          | 4′ |
| Octavin                   | 2′ |
| Bourdon                   | 8′ |
| Gambe                     | 8′ |
| Céleste                   | 8′ |
| Trompette                 | 8′ |
| Basson-hautbois           | 8′ |
| Voix humaine              | 8′ |
| Clairon                   | 4′ |

| Pédalier C–g’’’ |       |
| Flûte           | 16′   |
| Flûte           | 8′    |
| Flûte           | 4′    |
| Grande quinte   | 51/3′ |
| Bombarde        | 16′   |
| Trompette       | 8′    |
| Basson          | 8′    |
| Clairon         | 4′    |
| Clairon         | 2′    |

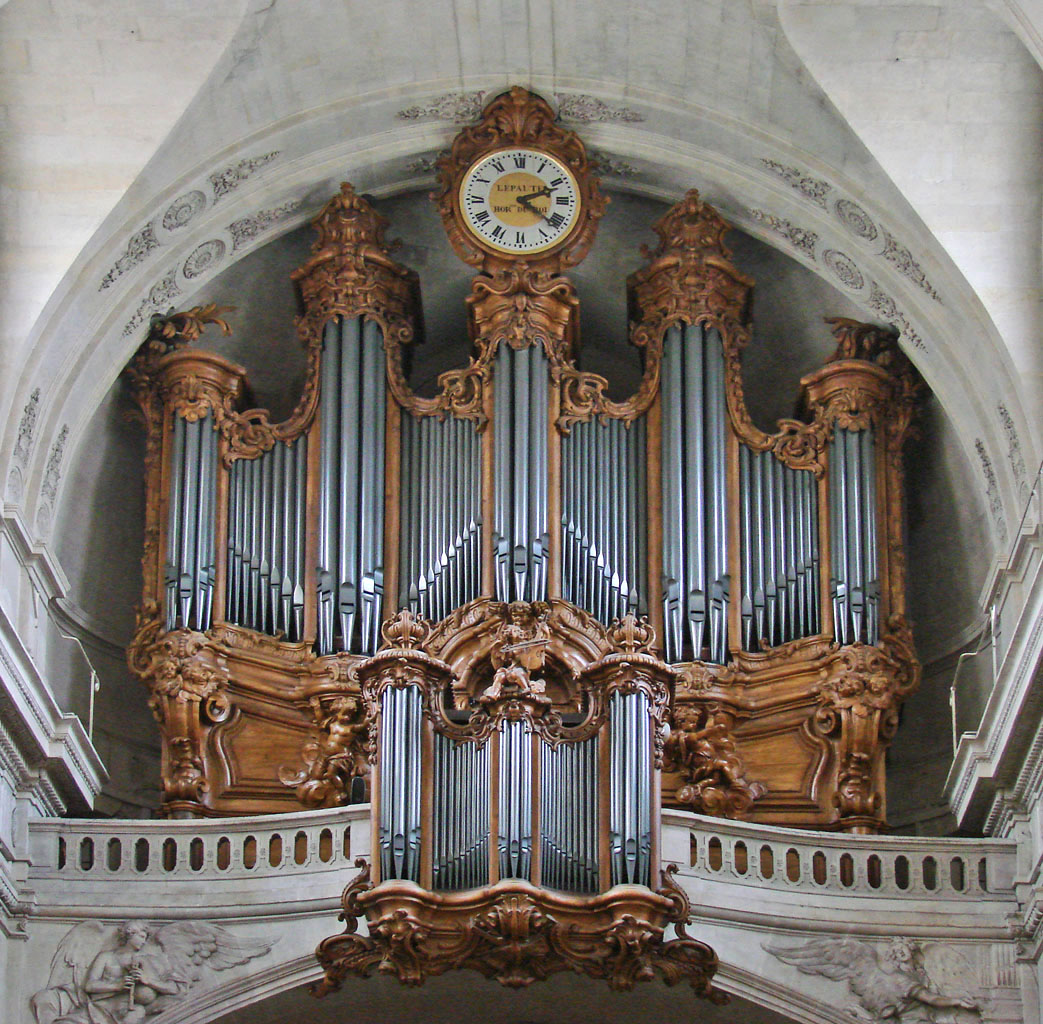
Het orgel

Een van de bekendste organisten was Claude-Bénigne Balbastre. Zijn muziek trok zoveel bezoekers, dat de aartsbisschop van Parijs hem verbood te spelen tijdens de advent, omdat de Saint-Roch de menigte niet aankon. De huidige bespeler is Françoise Levechin.
De vereniging "Les Heures Musicales de Saint-Roch" organiseert regelmatig concerten en probeert de hedendaagse orgelmuziek te bevorderen.

## Lijst van organisten-titularis van de Église Saint-Roch
- voor 1756: Jean Landrin
- 1756–1795: Claude-Bénigne Balbastre
- 1805–1831: Antoine Lefébure-Wély
- 1831–1847: Louis James Alfred Lefébure-Wély
- 1847–1856: Charles-Alexandre Fessy
- 1856–1863: Marie-Auguste Durand
- 1863–1873: Benjamin Darnault
- 1873–1888: Auguste Péron
- 1888–1906: Auguste Chapuis
- 1906–1908: Arnold Le Maitre
- 1908–1915: Georges Pifaretti
- 1919–1955: André Pratz
- 1945–1955: Pierre Cochereau
- sinds 1973: Françoise Levéchin-Gangloff